# Northern Expressway (Massachusetts)
Als Northern Expressway wird das 27,9 mi (44,9 km) lange Teilstück der Interstate 93 nördlich der Stadt Boston im Bundesstaat Massachusetts der Vereinigten Staaten bis zur Staatsgrenze nach New Hampshire bezeichnet.

## Geschichte
Der Northern Expressway wurde von Medford ausgehend bis zur Grenze nach New Hampshire zwischen 1956 und 1963 errichtet. Von 1965 bis 1973 wurde er durch Somerville und Charlestown bis zur Central Artery und zum U.S. Highway 1 in Boston erweitert. Da sich die Straße bereits im Bau befand, erhielt sie eine Ausnahmegenehmigung zum 1970 erlassenen Moratorium in Bezug auf die Erweiterung bestehender Highways innerhalb der Massachusetts Route 128.
Das südliche Ende der Interstate 93 befand sich ursprünglich in Cambridge, wo die Straße auf den geplanten Inner Belt (Interstate 695) treffen sollte. Diese Umgehung wurde jedoch nie gebaut und ebenso wurden die Planungen, die Interstate 95 durch Boston zu führen, verworfen. Mitte der 1970er Jahre wurde die I-95 entlang der Route 128 geführt und die I-93 um weitere 18 mi (29 km) entlang der Central Artery und weiter über den Southeast Expressway nach Braintree sowie entlang des ehemaligen Verlaufs der Route 128 bis zur Anbindung an die I-95 in Canton verlängert.
Um Verkehrsbehinderungen während der Hauptverkehrszeiten zu reduzieren, ist auf der I-93 zwischen den Ausfahrten 41 und 47/48 zu bestimmten Zeiten das Fahren auf der Standspur erlaubt. Tatsächlich trägt diese Regelung jedoch nur wenig zur Verringerung der Staulängen bei und wird von der Massachusetts State Police kritisch gesehen, weil durch eine so blockierte Standspur die Einsatzfahrzeuge keine ungehinderte Fahrt haben und auf Notfälle nicht zeitnah reagieren können.